# Municipio de Berlin (Nueva Jersey)
El municipio de Berlin (en inglés: Berlin Township) es un municipio ubicado en el condado de Camden en el estado estadounidense de Nueva Jersey. En el año 2010 tenía una población de 5.357 habitantes y una densidad poblacional de 637,74 personas por km².

## Geografía
El municipio de Berlin se encuentra ubicado en las coordenadas 39°48′28″N 74°56′2″O / 39.80778, -74.93389.

## Demografía
Según la Oficina del Censo en 2000 los ingresos medios por hogar en el municipio eran de $54,448 y los ingresos medios por familia eran $61,042. Los hombres tenían unos ingresos medios de $37,240 frente a los $28,703 para las mujeres. La renta per cápita para la localidad era de $22,178. Alrededor del 5.9% de la población estaba por debajo del umbral de pobreza.